# 漫研社

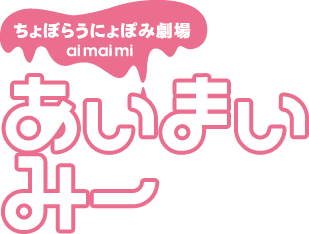
《漫研社》

《漫研社》是由Choborau-nyopomi以四格漫畫形式發表的搞笑題材日本漫畫作品，自2009年6月23日至2021年5月6日在竹書房的網路漫畫發布站《漫畫人生WIN》連載。改編電視動畫第1季至第3季依序於2013年、2014年和2017年播放。

## 簡介
此四格漫畫作品描寫的是倉持南高中漫畫研究社四位女高中生「不知所謂的日常生活」。如同單行本第1冊的介紹「不被常識束縛的四格漫畫」所言，作品中經常出現脫離常識、異想天開、荒誕無稽，有時甚至是瘋狂、病態的超現實劇情。熟悉四格漫畫的藝人向清太朗曾在2011年評論此作品為「對這個時代來說還太早的漫畫」。

## 登場人物
蛯原愛（聲：大坪由佳）
暱稱為「愛」，倉持南高中漫畫研究社（漫研）中唯一認真創作漫畫的正常人，負責吐槽。經常被麻衣等人騷擾，不曾在打架中輸給她們。
有個叫作夏菜子（聲：仲谷明香）的妹妹。
麻衣（聲：內田彩）
天真無邪的漫研社員。容易受到他人影響，不時與咪一同裝傻。
曾因為在河童居住的河川中倒入水泥而被河童毆打。
咪妮亞·梅妮希（聲：內田真禮）
暱稱為「咪」，老是喜歡裝傻的漫研社員。
有時會因為過於亂七八糟的裝傻而受到愛猛烈的還擊。
波乃香前輩（聲：茅野愛衣）
上述三人於漫研社的前輩。特徵是Half-up造型的紫色長髮與充滿謎團的壺罐。
登場頻率較同年級的三位後輩低，而登場時大多會發生匪夷所思的事情。
六筆協會
以大利佛羅倫斯北部為據點進行活動的神秘組織。由亞里莎·倫敦（聲：茅野愛衣）、佐藤鈴木（聲：天津向）、田中（聲：天津向）、彈嫩太郎（聲：茅野愛衣）、國木田麻理子（聲：櫻 稻垣早希）、唐納文協長（聲：R藤本）六位成員組成，其中唐納文協長為實質領導人。
上述成員中，佐藤鈴木由於在宴會一武鬥會敗給愛而失去消息，彈嫩太郎以繼承老家農業為由退出協會，亞里莎則被波乃香殺害。
（Choborau-nyopomi）
此漫畫的作者，偶爾會莫名其妙地登場。
野乃本索梅拉、野乃本庫庫露、天童雫、松嶋愛
來自同一位作者的漫畫《不思議美眉》中的角色，其中索梅拉、庫庫露、松嶋以背景角色的形式登場，而天童雫（聲：茅野愛衣）則以網路偶像「TS」名義參加宴會一武鬥會，並與愛展開了壯烈的對決。
柴犬子（聲：佐佐木未來）
來自的漫畫《柴犬子》中的角色。不知為何被Choborau-nyopomi頑固地糾纏。

## 書籍資訊
| 冊數 | 竹書房        | 竹書房                 |
| 冊數 | 發售日期      | ISBN                   |
| ---- | ------------- | ---------------------- |
| 1    | 2010年8月27日 | ISBN 978-4-8124-7440-2 |
| 2    | 2011年10月7日 | ISBN 978-4-8124-7667-3 |
| 3    | 2013年1月17日 | ISBN 978-4-8124-8084-7 |
| 4    | 2014年1月8日  | ISBN 978-4-8124-8494-4 |
| 5    | 2014年9月5日  | ISBN 978-4-8124-8778-5 |
| 6    | 2015年11月7日 | ISBN 978-4-8019-5388-8 |
| 7    | 2017年2月7日  | ISBN 978-4-8019-5746-6 |
| 8    | 2018年2月7日  | ISBN 978-4-8019-6176-0 |
| 9    | 2019年2月7日  | ISBN 978-4-8019-6512-6 |
| 10   | 2020年6月5日  | ISBN 978-4-8019-6965-0 |
| 11   | 2021年7月7日  | ISBN 978-4-8019-7350-3 |

## 電視動畫
第一季以《Choborau-nyopomi劇場 漫研社》為題，於2013年1月至3月播出，為每話5分鐘的短篇動畫，由漫才師兼搞笑藝人的天津向擔任旁白。
2014年4月1日宣佈製作第二季，標題定為《Choborau-nyopomi劇場第二幕 漫研社 -妄想災難-》，於同年7月至9月播出。
2016年11月宣佈製作第三季，並在2017年1月播放，標題為《Choborau-nyopomi劇場第三幕 漫研社～surgical friends～》。

### 製作人員
- 原作：Choborau-nyopomi（日语：ちょぼらうにょぽみ）
- 導演、劇本、人物設定等：伊魔崎齋（日语：いまざきいつき）
- 製作人：木村淳、鈴木伸明、山崎明日香、石塚治壽
- 美術指導：片平真二
- 攝影指導：堀川和人
- 色彩設計：藤木由香里
- 編輯：堀川和人、伊魔崎齋
- 音效指導：川添憲五（第一、二季）、阿部信行（日语：阿部信行 (プロデューサー)）（第三季）
- 音響效果：風間結花
- 音響製作：DAX Production（日语：ダックスインターナショナル）（第一、二季）、ON-LEAD（第三季）
- 音樂：羽鳥風畫（日语：羽鳥風画）[註 2]（第一、三季）、studioCHANT（第二季）
- 製片：Dream Creation（日语：ドリームクリエイション）
- 動畫製作：Seven
- 製作：倉持南高中漫畫研究社（第一季）[註 3]、倉持南高中漫畫研究社第二幕（第二季）、倉持南高中漫畫研究社第三幕（第三季）

### 主題曲
第一季

作詞：a-master，作曲、編曲：羽鳥風畫，吉他演奏：馬蒂·弗里德曼，主唱：愛（大坪由佳）、麻衣（內田彩）、咪（內田真禮）
在第二季第12話作片尾曲使用。
（第6話劇中歌）
作詞：Choborau-nyopomi，作曲：伊魔崎齋，編曲：羽鳥風畫，主唱：咪（內田真禮）
第二季

作詞：森永桐子，作曲、編曲：羽鳥風畫，吉他演奏：馬蒂·弗里德曼，主唱：愛（大坪由佳）、麻衣（內田彩）、咪（內田真禮）
（第1、12話插入曲）
作曲、編曲、風琴演奏：羽鳥風畫
（第5話插入曲）
作曲：伊魔崎齋，編曲：羽鳥風畫
（第10話劇中歌）
作曲：羽鳥風畫，編曲、吉他演奏：鋼鐵兄貴，主唱：愛（大坪由佳）、麻衣（內田彩）、咪（內田真禮）
（第11話劇中歌）
作詞：片霧烈火，作曲、編曲：羽鳥風畫，吉他演奏：鋼鐵兄貴，爵士鼓演奏：PAPA，主唱：愛（大坪由佳）、麻衣（內田彩）、咪（內田真禮）
（第11話劇中歌）
作詞、作曲：Choborau-nyopomi，編曲、吉他演奏：羽鳥風畫，主唱：麻衣（內田彩）
（第12話劇中歌）
作詞：Imachang，作曲、編曲：羽鳥風畫，吉他演奏：鋼鐵兄貴，主唱：伊魔崎齋
（第13話劇中歌）
作詞：Choborau-nyopomi，作曲：伊魔崎齋，編曲：羽鳥風畫，主唱：麻衣（內田彩）
第三季

作詞：森永桐子，作曲、編曲：羽鳥風畫，吉他演奏：馬蒂·弗里德曼，主唱：愛（大坪由佳）、麻衣（內田彩）、咪（內田真禮）
（片尾曲）
作詞：龍真知子，作曲：宮本光雄，編曲：羽鳥風畫，主唱：愛（大坪由佳）、麻衣（內田彩）、咪（內田真禮）
（第6話－第7話劇中歌）
作詞：片霧烈火，作曲、編曲：羽鳥風畫，和聲：，主唱：愛（大坪由佳）、麻衣（內田彩）、咪（內田真禮）
（第12話劇中歌）
作詞：，作曲：小坂明子，編曲：羽鳥風畫，主唱：波乃香（茅野愛衣）

### 各話列表
| 話數   | 日文標題        | 中文標題                     |
| 第一季 | 第一季          | 第一季                       |
| ------ | --------------- | ---------------------------- |
| 第1話  |                 | 宴會來到高峰                 |
| 第2話  |                 | 生存價值                     |
| 第3話  |                 | 機械身體                     |
| 第4話  |                 | 膽量MAX人類                  |
| 第5話  |                 | 跳躍2.6次元！                |
| 第6話  |                 | 網路遊戲廢人                 |
| 第7話  |                 | 撿到貓                       |
| 第8話  |                 | 妨礙原稿被關進牢             |
| 第9話  | FX              | FX                           |
| 第10話 |                 | 犬型                         |
| 第11話 |                 | 奶油出神仙人                 |
| 第12話 |                 | 大怪獸出現                   |
| 最終話 |                 | 那麼各位，宴會也來到高峰了。 |
| 第二季 |                 |                              |
| 第1話  |                 | 六筆協會                     |
| 第2話  |                 | 接下來                       |
| 第3話  |                 | 三千萬                       |
| 第4話  |                 | 若干個                       |
| 第5話  |                 | 討厭下雨天                   |
| 第6話  |                 | 搬石頭                       |
| 第7話  |                 | 兩滴眼淚                     |
| 第8話  |                 | 伊當                         |
| 第9話  |                 | 咪太郎                       |
| 第10話 |                 | Aventador                    |
| 第11話 |                 | 魔法少女咪                   |
| 第12話 |                 | 團圓災難                     |
| 第13話 |                 | 處女廚                       |
| 第三季 |                 |                              |
| 第1話  |                 | 別錯失幸運機會               |
| 第2話  |                 | S計劃                        |
| 第3話  |                 | 朋友                         |
| 第4話  |                 | 克拉斯特菲雷斯               |
| 第5話  |                 | 接下來2017                   |
| 第6話  |                 | 甜甜圈篇 前篇                |
| 第7話  |                 | 甜甜圈篇 後篇                |
| 第8話  |                 | 狼型                         |
| 第9話  |                 | 墮入黑暗                     |
| 第10話 |                 | 巴士                         |
| 第11話 |                 | 規則                         |
| 第12話 | just cool hands | just cool hands              |

#### BD/DVD
| 發售日期       | 標題                             | 收錄話數              | 規格編號                                | 規格編號   |
| 發售日期       | 標題                             | 收錄話數              | BD                                      | DVD        |
| -------------- | -------------------------------- | --------------------- | --------------------------------------- | ---------- |
| 2013年2月22日  | 裏あいまいみー                   |                       |                                         | TSDS-75445 |
| 2013年3月22日  | あいまいみー                     | 第一季全13話          | TSDS-75446                              |            |
| 2014年5月16日  | あいまいみー                     | 第一季全13話          | DCBD-0002                               |            |
| 2014年10月10日 | あいまいみー〜妄想カタストロフ〜 | 第二季全12話 + 第13話 | DCBD-0004（限定版） DVBD-0005（一般版） | DCDV-0003  |

## 合作
在動畫第一季第9話「FX」中，波乃香前輩因FX而陷入心神喪失狀態（呈現分不清和的表情，被稱為「在FX賠掉所有財產的表情」），可能由於該表情在網路上引發討論，此作品後來與DMMFX推出合作活動。

### 補充說明
1. ↑  寫有「建議精神年齡18歲以上」字樣。
2. ↑  第二季為音樂製作人。
3. ↑  竹書房、SPO、AT-X
4. ↑  第一季Blu-ray／DVD的影像特典收錄了此歌曲的無限循環影像，「漫研社 原聲帶+」中則收錄了。
5. 1 2  CD中收錄了無人聲版。
6. ↑  收錄於第二季Blu-ray／DVD。

### 出版社
1. 1 2  . 竹書房.   [2016-11-09]. （原始内容存档于2020-09-29） （日语）.
2. ↑  . 竹書房.   [2016-11-09]. （原始内容存档于2021-01-23） （日语）.
3. ↑  . 竹書房.   [2016-11-09]. （原始内容存档于2021-01-15） （日语）.
4. ↑  . 竹書房.   [2016-11-09]. （原始内容存档于2020-11-27） （日语）.
5. ↑  . 竹書房.   [2016-11-09]. （原始内容存档于2021-01-17） （日语）.
6. ↑  . 竹書房.   [2016-11-09]. （原始内容存档于2020-09-24） （日语）.
7. ↑  . 竹書房.   [2017-02-05]. （原始内容存档于2020-09-25） （日语）.
8. ↑  . 竹書房.   [2018-02-07]. （原始内容存档于2021-12-02） （日语）.
9. ↑  . 竹書房.   [2019-02-07]. （原始内容存档于2022-01-20） （日语）.
10. ↑  . 竹書房.   [2020-06-05]. （原始内容存档于2022-01-23） （日语）.
11. ↑  . 竹書房.   [2021-07-07]. （原始内容存档于2022-05-28） （日语）.

## 外部連結
- 《漫研社》在漫畫人生WIN上的連載 （页面存档备份，存于）（日語）
- .   [2016年11月9日]. （原始内容存档于2016年10月14日）.（日語）
- 電視動畫《漫研社 -妄想災難-》官方網站 （页面存档备份，存于）（日語）
- 電視動畫《漫研社～surgical friends～》官方網站 （页面存档备份，存于）（日語）
- 電視動畫《漫研社》官方的X（前Twitter）（日語）